# Dapsa
Dapsa es un género de coleópteros de la familia Erotylidae, compuesto por las siguientes especies:
- Dapsa adami
- Dapsa barbara
- Dapsa bertiana
- Dapsa birmanica
- Dapsa celata
- Dapsa curta
- Dapsa curvipes
- Dapsa denticollis
- Dapsa edentata
- Dapsa fodori
- Dapsa gemina
- Dapsa graeca
- Dapsa grancanariensis
- Dapsa hierrensis
- Dapsa horvathi
- Dapsa indica
- Dapsa inornata
- Dapsa kabylica
- Dapsa lederi
- Dapsa limbata
- Dapsa mizoramica
- Dapsa motschulskyi
- Dapsa nigripennis
- Dapsa nikolajevi
- Dapsa obscurissima
- Dapsa palaestinensis
- Dapsa pallescens
- Dapsa palmaensis
- Dapsa roddiana
- Dapsa sculpiurata
- Dapsa sellata
- Dapsa spinicollis
- Dapsa subpunctata
- Dapsa trimaculata
- Dapsa trogositoides
- Dapsa tyrrhena
- Dapsa ussuriensis